# اسفناج (سرده)
اسفناج (نام علمی: Spinacia) نام یک سرده از تیره تاج‌خروسیان است.